# Шафран вузьколистий
Шафра́н вузьколи́стий, або су́зський (Crocus angustifolius) — багаторічна рослина родини півникових. Вид занесений до Червоної книги України в статусі «Неоцінений». Поширена декоративна культура.

## Опис
Невелика трав'яниста рослина заввишки 5-15 см. Весняний ефемероїд, геофіт. Бульбоцибулина коричнева, вкрита оболонкою з сітчастих волокон. Стебло відсутнє. Листки численні (до 7 штук), лінійні, відігнуті, завширшки 1,5–5 мм. Посередині кожного листка проходить біла поздовжня смуга. Покривало дволисте. Кожна бульбоцибулина дає по 2–3 запашних квітки. Оцвітина при основі трубчаста, складається з 6 еліптичних пелюсток жовтогарячого кольору, кожна зовнішня пелюстка має по три вузьких бурих або темно-бордових смужки. Плід — коробочка.

## Екологія та поширення
Рослина світлолюбна, посухостійка, надає перевагу добре дренованим, бідним, піщаним ґрунтам. Зазвичай шафран вузьколистий росте на кам'янистих схилах, серед чагарників, у лучних гірських степах, ялівцевих і пухнастодубових рідколіссях.
Квітне у лютому-квітні. Плодоносить у червні. Розмножується бульбоцибулинами та насінням.
Ареал виду охоплює Балкани, Малу Азію, Кавказ, Кримський півострів, причому в Криму більшість популяцій зосереджена на південних схилах гір, а в північних передгір'ях трапляються лише поодинокі особини. За межами природного ареалу рослина поширена в культурі дуже широко і може зростати навіть на широті Швеції. Висотний діапазон становить 300–1500 метрів над рівнем моря.

## Значення і статус виду
Рослина охороняється в заповідниках «Мис Мартьян», Кримському, Ялтинському гірсько-лісовому, Карадазькому, заказниках загальнодержавного значення «Кубалач», «Мис Айя», «Карабі-Яйла», «Новий Світ», «Аю-Даг».
Шафран вузьколистий часто вирощують в садах як декоративну рослину — в культурі цей вид відомий з 1580 року. Зазвичай його висаджують в альпінаріях або утворюють з насаджень бордюрні стрічки, з цією метою бульбоцибулини висаджують восени на глибину 8-10 см.

## Синоніми
- Crocus fulvus Pall. ex Haw.
- Crocus reticulatus var. aureus Trautv.
- Crocus reticulatus var. reflexus Herb.
- Crocus revolutus Haw.
- Crocus roegnerianus K.Koch
- Crocus susianus Ker Gawl.
- Crocus versicolor var. caucasicus Herb.